# Án lệ 10/2016/AL
Án lệ 10/2016/AL là án lệ công bố thứ 10 thuộc hệ thống hành chính của Tòa án nhân dân tối cao tại Việt Nam, được Hội đồng Thẩm phán Tòa án nhân dân tối cao thông qua, Chánh án Tối cao Nguyễn Hòa Bình ra quyết định công bố ngày 17 tháng 10 năm 2016, và có hiệu lực cho tòa án các cấp trong cả nước nghiên cứu, áp dụng trong xét xử từ ngày 1 tháng 12 năm 2016. Án lệ 10 dựa trên nguồn là Quyết định giám đốc thẩm số 08 ngày 19 tháng 8 năm 2014 của Hội đồng Thẩm phán Tòa án nhân dân tối cao về vụ án hành chính khiếu kiện quyết định bồi thường, hỗ trợ và tái định cư khi nhà nước thu hồi đất tại tỉnh Vĩnh Long, nội dung xoay quanh quyết định hành chính; đối tượng khởi kiện vụ án hành chính; thu hồi đất; và bồi thường, tái định cư cho người có đất bị thu hồi.
Trong vụ việc, Võ Thị Lựu khởi kiện Ủy ban nhân dân tỉnh Vĩnh Long về quyết định hành chính thu hồi đất phục vụ dự án nông nghiệp trong tỉnh. Vấn đề được đặt ra là loại hình lĩnh vực của dự án nông nghiệp, mức giá bồi thường cho việc thu hồi đất nông nghiệp của người dân. Từ đây, vụ án được chọn làm án lệ để xác định quyết định hành chính đối tượng của khởi kiện hành chính.

## Nội dung vụ án

### Dự án nông nghiệp
Ngày 7 tháng 4 năm 2008, Ủy ban nhân dân tỉnh Vĩnh Long ban hành Quyết định 567 về việc phê duyệt phương án tổng thể về bồi thường, hỗ trợ và tái định cư dự án xây dựng Trại giống vật nuôi nông nghiệp tỉnh Vĩnh Long tại xã Tân An Luông, huyện Vũng Liêm, có nội dung: phê duyệt phương án tổng thể về bồi thường, hỗ trợ và tái định cư dự án xây dựng trại giống vật nuôi nông nghiệp với tổng diện tích đất dự kiến thu hồi là 122.909 m²; tổng giá trị bồi thường dự kiến là 7.342.730.000 đồng. Ngày 17 tháng 9 năm 2008, Ủy ban Vĩnh Long ban hành quyết định số 1768, nội dung: thu hồi 117.863 m² đất tại xã Tân An Luông do hộ gia đình, cá nhân và tổ chức quản lý sử dụng để thực hiện dự án xây dựng trại giống vật nuôi nông nghiệp tỉnh và giao cho Ủy ban nhân dân huyện Vũng Liêm quyết định thu hồi đất.
Ngày 2 tháng 10 năm 2008, Ủy ban nhân dân huyện Vũng Liêm ban hành Quyết định 2592, nội dung: thu hồi 2.353,1 m² đất của Võ Thị Lựu (gọi tắt: bà Lựu), chiết thửa số 222, loại đất trồng lúa thuộc tờ bản đồ số 03, tọa lạc tại ấp Rạch Cốc, xã Tân An Luông, thu hồi để xây dựng trại giống vật nuôi nông nghiệp tỉnh. Ngày 1 tháng 12 năm 2008, Ban bồi thường, hỗ trợ và tái định cư huyện Vũng Liêm tiến hành lập tờ khai và kiểm kê về nhà, đất, cây trồng và vật kiến trúc của các hộ bị ảnh hưởng giải tỏa thuộc dự án này.

### Bồi thường thu hồi
Ngày 15 tháng 5 năm 2009, Sở Tài chính tỉnh Vĩnh Long có tờ trình số gửi Ủy ban nhân dân tỉnh về việc xin phê duyệt phương án đền bù giải tỏa mặt bằng công trình dự án, theo đó hộ bà Lựu được bồi thường hỗ trợ về đất số tiền là 155,155 triệu đồng (theo quyết định thì giá đất bồi thường cho bà Lựu với giá là 50.000 đồng/m²); bồi thường hỗ trợ về tài sản trên đất, ổn định cuộc sống và đào tạo nghề số tiền là 19.286.200 đồng; tổng số tiền là 174.441.200 đồng. Ngày 4 tháng 6 năm 2009, Chủ tịch Ủy ban nhân dân tỉnh Vĩnh Long Phạm Văn Đấu ban hành Quyết định 1216 về việc phê duyệt phương án bồi thường, hỗ trợ và tái định cư công trình, nội dung: tổng giá trị bồi thường, hỗ trợ và tái định cư là 9.467.085.000 đồng, bao gồm giá trị bồi thường, hỗ trợ về đất là 8.071.914.000 đồng; giá trị nhà và vật kiến trúc là 161.560.000 đồng; giá trị cây trồng là 273.152.000 đồng; các khoản hỗ trợ là 654.600.000 đồng; các phí khác (chi phí các hội đồng 2%, chi phí đo đạc) là 305.859.000 đồng; kinh phí trong tổng dự toán công trình do chủ đầu tư chi trả.
Bên cạnh đó, phân công các nhiệm các cơ quan: Chủ tịch Ủy ban nhân dân huyện Vũng Liêm chỉ đạo Hội đồng bồi thường, hỗ trợ và tái định cư huyện Vũng Liêm tổ chức chi trả bồi thường đúng theo quy định hiện hành của Nhà nước và giải phóng mặt bằng cho đơn vị thi công; Giám đốc Sở Tài chính chịu trách nhiệm trước ủy ban nhân dân tỉnh về kết quả các số liệu, khối lượng và đơn giá.

### Khiếu nại
Không đồng ý với quyết định nêu trên, bà Lựu có đơn khiếu nại yêu cầu nâng giá bồi thường. Ngày 28 tháng 10 năm 2009, Chủ tịch Ủy ban nhân dân huyện Vũng Liêm ban hành Quyết định 2023, không chấp nhận khiếu nại của bà Lựu.

## Xét xử hành chính

### Giai đoạn đầu
Ngày 18 tháng 12 năm 2012, phiên hành chính sơ thẩm diễn ra tại trụ sở tòa ở số 12A, đường Hoàng Thái Hiếu, Phường 1, thành phố Vĩnh Long, Tòa án nhân dân tỉnh Vĩnh Long đã bác yêu cầu khởi kiện của bà Võ Thị Lựu. Ngày 29 tháng 12, bà Lựu có đơn kháng cáo. Ngày 25 tháng 4 năm 2013, phiên phúc thẩm diễn ra ngày 25 tháng 8 năm 2006 tại trụ sở số 124 đường Nam Kỳ Khởi Nghĩa, phường Bến Nghé, Quận 1, Thành phố Hồ Chí Minh. Tòa phúc thẩm Tòa án nhân dân tối cao tại thành phố Hồ Chí Minh đã hủy bản án hành chính sơ thẩm của Tòa án nhân dân tỉnh Vĩnh Long và đình chỉ giải quyết vụ án.

### Kháng nghị
Ngày 28 tháng 6 năm 2013, Ủy ban nhân dân tỉnh Vĩnh Long có Công văn số 1816, và ngày 2 tháng 8 năm 2013, Ủy ban Thẩm phán Tòa án nhân dân tỉnh Vĩnh Long có Công văn số 547 đề nghị giám đốc thẩm Bản án hành chính phúc thẩm nêu trên. Ngày 5 tháng 3 năm 2014, Chánh án Tòa án nhân dân tối cao Trương Hòa Bình đã kháng nghị bản án hành chính phúc thẩm của Tòa Phúc thẩm Tòa án nhân dân tối cao tại thành phố Hồ Chí Minh; đề nghị Hội đồng Thẩm phán Tòa án nhân dân tối cao xét xử giám đổc thẩm hủy bản án hành chính phúc thẩm nêu trên và giao hồ sơ vụ án cho Tòa Phúc thẩm Tòa án nhân dân tối cao tại thành phố Hồ Chí Minh xét xử phúc thẩm lại.

## Giám đốc thẩm
Ngày 18 tháng 8 năm 2014, với yêu cầu kháng nghị của Chánh án Tối cao và sự nhất trí của Viện Kiểm sát, Hội đồng Thẩm phán tối cao đã mở phiên xét xử giám đốc thẩm tại trụ sở tòa ở số 48 đường Lý Thường Kiệt, phường Trần Hưng Đạo, quận Hoàn Kiếm, Hà Nội. Tại phiên tòa giám đốc thẩm, đại diện Viện kiểm sát nhân dân tối cao đề nghị Hội đồng Thẩm phán Tòa án nhân dân tối cao chấp nhận kháng nghị của Chánh án Tòa án nhân dân tối cao huỷ bản án phúc thẩm nêu trên.

### Nhận định của Tòa án
Nhận định của Hội đồng Thẩm phán Tòa án nhân dân tối cao, Quyết định 08/2014/HC-GĐT.
Vì vậy, Tòa án nhân dân tỉnh Vĩnh Long đã thụ lý giải quyết yêu cầu khởi kiện của bà Lựu về phần bồi thường hỗ trợ cho gia đình bà trong Quyết định 1216 là đúng với quy định tại Luật Tố tụng hành chính. Tuy nhiên, Tòa án cấp sơ thẩm chưa xem xét làm rõ mục đích của việc thu hồi đất để xây dựng trại giống vật nuôi nông nghiệp tỉnh Vĩnh Long là cơ sở kinh tế của Nhà nước hay của tư nhân để làm cơ sở giải quyết bồi thường, hỗ trợ khi thu hồi đất của gia đình bà Lựu theo đúng quy định của pháp luật.
Bà Lựu kháng cáo yêu cầu được bồi thường về đất theo giá thị trường. Trong trường hợp này, Tòa án cấp phúc thẩm phải xem xét đơn kháng cáo của bà Lựu về vấn đề bồi thường, hỗ trợ khi thu hồi đất cho gia đình bà Lựu có đúng quy định của pháp luật không, nhưng lại cho rằng Quyết định 1216 của Ủy ban nhân dân tỉnh Vĩnh Long là quyết định mang tính tổng thể, không phải là đối tượng khởi kiện vụ án hành chính nên đã xử hủy bản án hành chính sơ thẩm của Tòa án nhân dân tỉnh Vĩnh Long và đình chỉ giải quyết vụ án là sai lầm nghiêm trọng trong việc áp dụng pháp luật tố tụng hành chính.

### Quyết định
Từ nhận định này, Hội đồng Thẩm phán Tòa án nhân dân tối cao ra quyết định: chấp nhận kháng nghị của Chánh án Tòa án nhân dân tối cao. Hủy bản án hành chính phúc thẩm cùa Tòa Phúc thẩm Tòa án nhân dân tối cao tại thành phố Hồ Chí Minh và bản án hành chính sơ thẩm của Tòa án nhân dân tỉnh Vĩnh Long; giao hồ sơ vụ án về Tòa án nhân dân tỉnh Vĩnh Long xét xử sơ thẩm lại theo quy định của pháp luật.